# Medjez el-Bab
Medjez el-Bab (arabe : مجاز الباب) est une ville du Nord-Ouest de la Tunisie comptant 21 653 habitants en 2014.
Rattachée au gouvernorat de Béja, elle est située à une soixantaine de kilomètres à l'ouest de Tunis, sur le cours de la Medjerda, et constitue un maillon de l'axe reliant la capitale au nord-ouest de la Tunisie, en direction de l'Algérie, en passant par les villes du Kef ou de Jendouba. L'autoroute A3, d'une longueur de 67 kilomètres et inaugurée en 2005, la relie à la capitale.

## Histoire
C'est dans les environs de la ville, alors appelée Membrassa, que le chef romain Metellus défait Jugurtha, le roi des Numides, en 111 av. J.-C..
En 701, Membrassa devient Medjez el-Bab après le passage du chef de guerre arabe Hassan Ibn Numan lancé à la poursuite de la Kahina, cheffe de la résistance berbère contre la conquête musulmane du Maghreb. Les Hilaliens occupent le territoire jusqu'au XIIe siècle avant que la cité n'accueille, à l'époque d'Othman Dey (1554-1610), des familles de réfugiés morisques venues d'Andalousie ; cette communauté très active contribue à la modernisation de l'agriculture et à l'animation de la vie culturelle et religieuse. 
Un pont à huit arches, qui enjambe la Medjerda, est achevé en 1677. Il est construit, sur ordre de Mourad II Bey, pour permettre le passage des troupes tunisiennes et l'acheminement de leur matériel afin de prendre part à un conflit entre les régences de Tunis et d'Alger.
Le 15 novembre 1892, après l'avènement du protectorat français, Medjez el-Bab prend le statut de municipalité. 
Pendant la Seconde Guerre mondiale, la ville est connue pour avoir été, durant quelques jours en février 1943, le lieu d'affrontements violents de la campagne de Tunisie entre les forces alliées et celles de l'Axe ; un film de 1962, Carillons sans joie, s'inspire de ces combats. Un cimetière militaire comptant 2 903 tombes de soldats du Commonwealth, dont 385 non identifiés, est situé à trois kilomètres en direction du Kef. Le mémorial célèbre également le souvenir de près de 2 000 soldats ne disposant pas de sépultures. Il s'agit de soldats morts durant les opérations survenues entre le 8 novembre 1942 et le 13 mai 1943. Des mémoriaux spécifiques rappellent le souvenir de trois soldats, dont deux furent inhumés au cimetière du Borgel, dont les tombes ont aujourd'hui disparu. Les tombes de cinq soldats morts durant la Première Guerre mondiale y ont par ailleurs été transférées depuis des cimetières de Tunis et Carthage en 1950.

## Économie
La Société industrielle des conserves alimentaires est fondée en 1969 à Medjez el-Bab.

## Dans la culture
Les combats de 1942-1943 opposant Français, Américains, parachutistes anglais et parachutistes allemands, sont représentés dans une carte du jeu vidéo Forgotten Hope 2, comprenant une reproduction à l'échelle de l'ancienne église, de la mosquée et du pont de Medjez el-Bab, à partir d'anciennes cartes postales.

## Jumelages
- Moura (Portugal) depuis le 27 août 1995[6].